# Mégacryométéore
Les mégacryométéores (parfois nommés, à tort, méga(-)cryo(-)météorites) sont des blocs de glace de grande taille se formant probablement dans la haute atmosphère et pouvant provoquer des dégâts en arrivant au sol. Il est important de les distinguer des grêlons de grande taille, car bien que ceux-ci partagent des similitudes hydro-chimiques et de texture, ils sont formés dans des conditions atmosphériques bien connues, alors que l'origine des mégacryométéores fait toujours l'objet de plusieurs hypothèses. Le plus étonnant de ce phénomène, c'est que ces blocs de glace ne tombent pas en pluie, mais un à la fois, selon une chronologie et une répartition géographique aléatoires.

## Masse
Les mégacryométéores mesurent entre 20  et   45 cm de diamètre environ. Ils sont généralement de la taille d'un ballon de basket-ball, mais la variation peut être énorme. Leur poids varie également énormément et peut aller de 0,5 kg à plusieurs dizaines de kg, comme dans le cas d'un mégacryométéore enregistré au Brésil qui pesait plus de 50 kg. La vue d'un mégacryométéore laisse souvent penser qu'il s'agit d'une météorite en raison de la traînée de glace que celle-ci laisse derrière elle en se désagrégeant dans l'atmosphère.

## Incidents
Les incidents causés par ces blocs de glace sont supposés en hausse. De 1950 à aujourd'hui, une centaine d'incidents ont été rapportés et confirmés, et plus de 50 depuis l'an 2000. Ils peuvent être dangereux comme celui survenu chez Danelle Hagon, résidente de Brush au Colorado, États-Unis, dont le toit de la maison a été traversé et son four tordu par un bloc de la grosseur d'une boule de bowling. D'autres cas pourraient également être cités, comme celui d'un homme à Tampa en Floride, États-Unis, qui en 2007 lavait sa voiture quand un mégacryométéore est tombé sur le toit. Sous l'effet du choc, la voiture a rebondi à un mètre du sol. Le 29 mai 2021 à 10 h 30 à Bons-en-Chablais (74, Haute-Savoie) en France, un mégacryométéore d'une trentaine de centimètres de diamètre est tombé sur l'habitation de la famille Pasquier, dont il a traversé la toiture sans faire de victime. Toute la famille a déménagé car cela a été un gros traumatisme.

## Hypothèses
Puisque ce phénomène n'est décrit que depuis très récemment, la formation des mégacryométéores est peu connue. Une théorie proposée par un chercheur espagnol veut qu'ils se forment au-dessus des phénomènes météorologiques courants, soit entre la tropopause et la stratosphère. Les vents chauds de la stratosphère mêlés aux vents froids de la troposphère créent de violentes turbulences, ce qui maintient les boules de glace en suspens. Ces vents forment des cristaux de glace que l'humidité fait grossir. Lorsque le bloc de glace devient trop lourd pour son courant d'air de sustentation, il chute et percute le sol à plus de 260 km/h. Dans cette hypothèse le réchauffement climatique pourrait augmenter la sévérité du phénomène, les mégacryométéores risqueraient d'augmenter en nombre et en masse d'année en année,,.
Cependant, cette théorie est très contestée par d'autres spécialistes dans le domaine pour les raisons suivantes :
- les conditions décrites ne sont pas inhabituelles et les mégacryométéores devraient donc être courants car il existe de nombreux noyaux de congélation à cette altitude ;
- la masse de ces glaçons est trop grande pour l'humidité disponible à cette altitude par ciel dégagé. De plus, les mouvements verticaux non reliés avec des orages n'y sont pas assez importants pour maintenir en l'air de si gros blocs qui prennent un long temps de formation ;
- leur rareté et l'augmentation des signalements depuis le début de l'aviation n'est qu'anecdotique et est probablement reliée à l'augmentation de la densité de population.

Il est donc également avancé qu'il s'agit probablement d'un bloc de glace formé lors du passage d'un avion dans une couche de givrage et qui s'en est détaché ensuite. Comme la chute de ce bloc prend un certain temps, l'avion a eu amplement le temps de s'éloigner avant qu'un observateur note le bloc heurtant le sol. Cet observateur peut donc supposer que le bloc est tombé d'un ciel dégagé. Les recherches du chercheur espagnol montrent pourtant que le secteur où un objet de ce type a été détecté pour la première fois n'était pas voisin d'une route aérienne, et que des traces du phénomène existent avant l'apparition de l'aviation.